# رافائل آکوستا
رافائل ادواردو آکوستا کاماروتا (اسپانیایی: Rafael Eduardo Acosta Cammarota‎؛ زادهٔ ۱۳ فوریهٔ ۱۹۸۹) بازیکن فوتبال اهل ونزوئلا است.
از باشگاه‌هایی که در آن بازی کرده‌است می‌توان به باشگاه فوتبال کالیاری، باشگاه فوتبال رئال مورسیا، و باشگاه فوتبال اودینزه اشاره کرد.
وی همچنین در تیم ملی فوتبال ونزوئلا بازی کرده‌است.